# Рожново (Опочецкий район)
Рожново — деревня в Опочецком районе Псковской области России. Входит в состав Звонской волости.
Расположена в 9 км к юго-востоку от города Опочка, у юго-восточной окраины деревни Аристово.
Численность населения по состоянию на 2000 год составляла 16 человек, на 2012 год — 12 человек.